# Shinkansen Serie 500
La Serie 500  (500系?)  es un tren de alta velocidad operado por JR West en las líneas Tōkaidō Shinkansen y Sanyo Shinkansen. Pero ahora solo opera en la línea Sanyo Shinkansen. Están diseñados para alcanzar los 320 km / h (200 mph) pero actualmente operan en un máximo de 285 km / h (177 mph), y en el servicio Nozomi  alcanzaba una velocidad de 300 km / h (186 mph).
El tren utiliza suspensión activa controlada por ordenador para un viaje más suave, más seguro, y amortiguadores para mejorar la estabilidad. Cada tren cuesta un estimado de 5 mil millones de yenes, razón por la cual sólo nueve fueron construidos.
Su diseño es más parecido a un avión supersónico que a un tren de alta velocidad convencional. En 1990, Hitachi comisionó a la compañía de diseño Neumeister de Alemania para crear un diseño exterior e interior de un nuevo Shinkansen que alcanzara los 350 km/h. Esta fue la base para el desarrollo de la serie 500.

## Historia
Tras el pedido que realizó JR Oeste en septiembre de 1994, los primeros trenes fueron entregados para pruebas en 1995, entrando en servicio de pasajeros en marzo de 1997. Las entregas fueron terminadas en 1998. La Serie 500 fue el primer tren Shinkansen en Japón que operó a una velocidad máxima de 300 km / h (190 mph) en el servicio regular de pasajeros. Además del servicio Nozomi, 16 trenes de coches también fueron utilizados en los servicios Hikari Rail Star durante los periodos vacacionales como apoyo.
Con la introducción del modelo N700 al servicio Nozomi, la flota de la serie 500 se limitó a servir como apoyo en los servicios Kodama y Hikari entre Tokio y Hakata. El último servicio Nozomi que ofreció la serie 500 fue el 28 de febrero de 2010, quedando relegado al servicio Kodama entre Shin-Osaka y Hakata.

## Interior

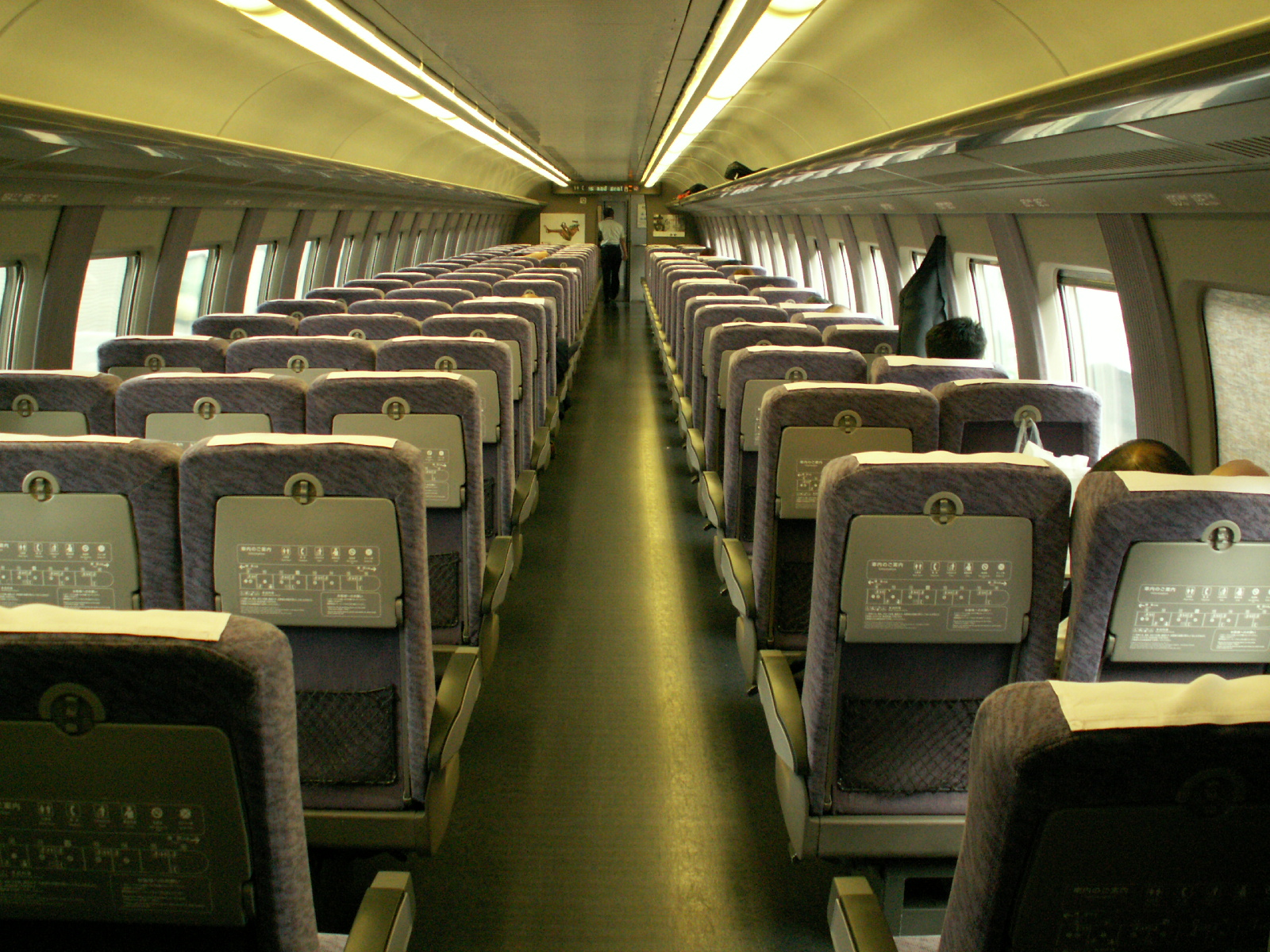
Clase económica
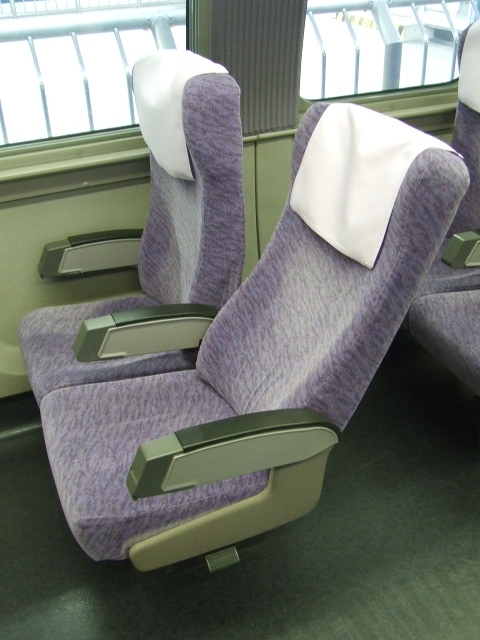
Clase intermedia
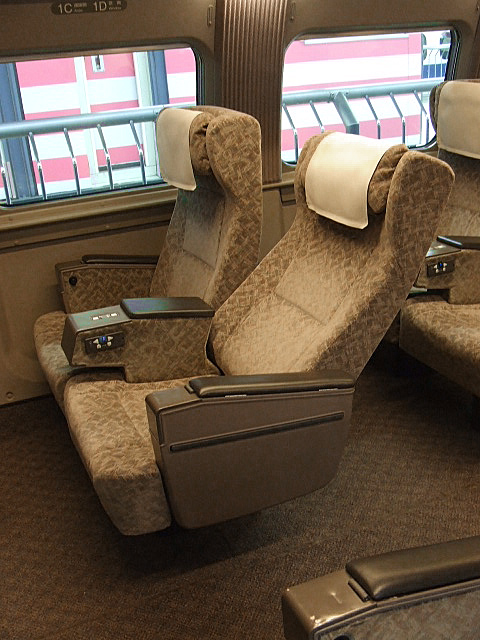
Clase de lujo "Green Car"

## Imágenes

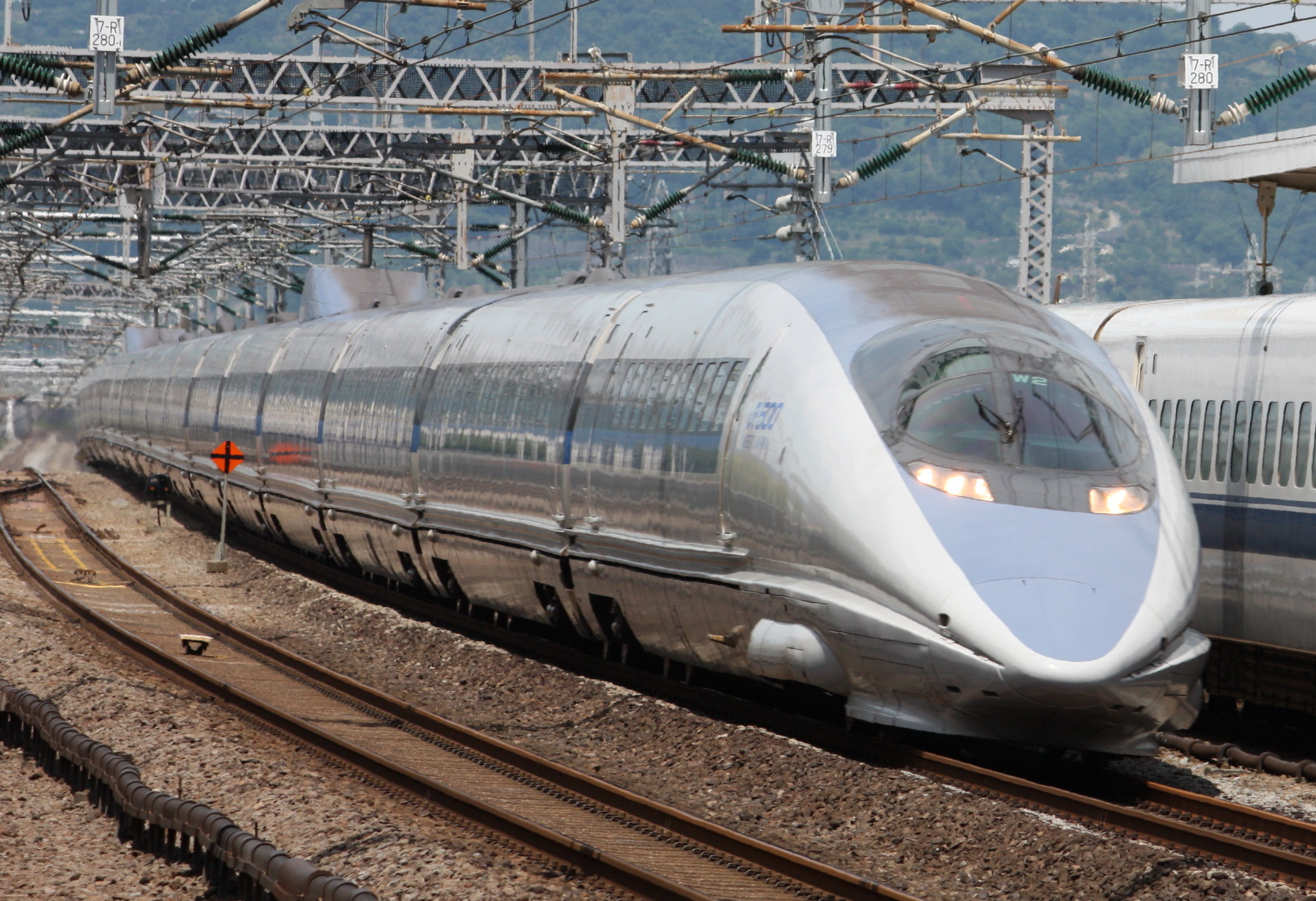
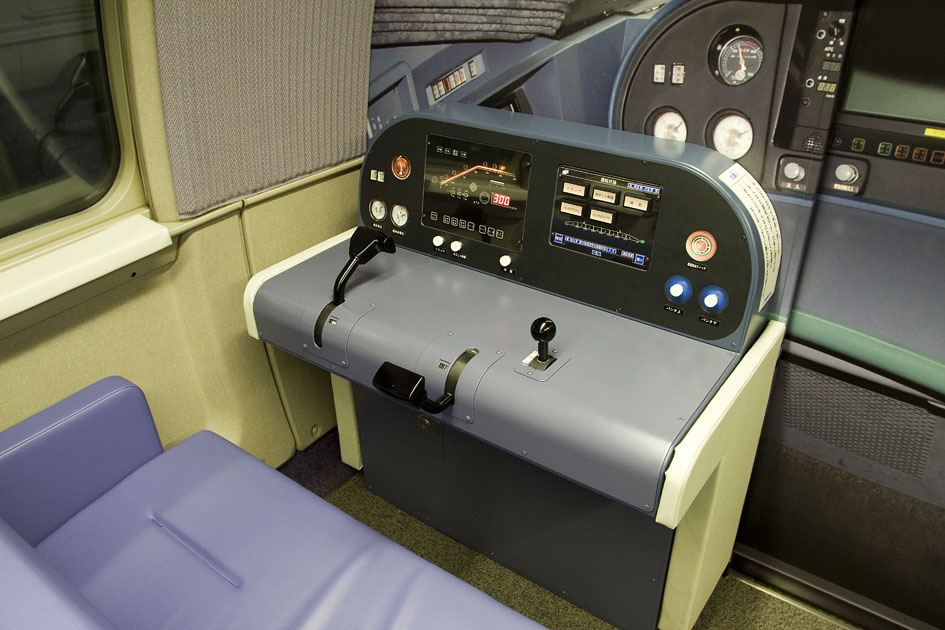